# Burgruine Heuberg
Die Burgruine Heuberg liegt auf dem Gebiet der Gemeinde Schönenberg im Schweizer Kanton Thurgau. Sie ist mit den Burgruinen Last und Anwil-Buhwil Teil des «Ruinenweges Kradolf – Schönenberg».

## Geschichte
Über die Geschichte dieser ehemaligen Höhenburg ist praktisch nichts bekannt. Der Name Heuberg ist auch der Flurname ihres Standortes.  Es wurden auch hier, wie bei der Burg Anwil-Buhwil, Funde aus der Bronzezeit gemacht. In früher Zeit war ein Blickkontakt zur Burg Last möglich. Daher wird angenommen, dass die Anlage von den Bewohnern der Burg Last erstellt wurde. Das waren die Herren von Schönenberg, die im Dienste des Bischofs von Konstanz standen.
«Die Burgstelle ist ein ziemlich breiter, von Süd nach Norden gestreckter Kamm, südlich über dem Dorfe Schönenberg gelegen. Südlich trennt ihn ein theilweise künstlich angelegter Graben von der folgenden Anhöhe. Die langgezogene Anlage erhebt sich auf einer leichten Kuppe, deren Fuss ein schmaler Weg umzieht. Oestlich fällt der Kamm mit einem Rebhange, westlich mit einem steilen Waldhange ab. Die nördliche Fortsetzung bildet ein etwas tiefer gelegenes Rebplateau, das westlich und östlich steil abfällt und nördlich spitz verläuft.»
Die «Genossenschaft zur Erhaltung der Burgruinen Last und Heuberg» und das kantonale Amt für Archäologie planen, die Ruine Heuberg zu sanieren. Trotz des rudimentären Erhaltungszustandes ist die Ruine Heuberg als Teil des «Ruinenweges Kradolf-Schönenberg» ein beliebtes Ziel für Wanderer.